# Глостер-Пойнт (Вірджинія)
Глостер-Пойнт (англ. Gloucester Point) — переписна місцевість (CDP) в США, в окрузі Глостер штату Вірджинія. Населення — 10 587 осіб (2020).

## Географія
Глостер-Пойнт розташований за координатами 37°16′14″ пн. ш. 76°29′51″ зх. д. / 37.27056° пн. ш. 76.49750° зх. д. (37.270483, -76.497392).  За даними Бюро перепису населення США в 2010 році переписна місцевість мала площу 42,40 км², з яких 24,34 км² — суходіл та 18,06 км² — водойми.

## Демографія
Згідно з переписом 2010 року, у переписній місцевості мешкали 9402 особи в 3899 домогосподарствах у складі 2674 родин. Густота населення становила 222 особи/км².  Було 4257 помешкань (100/км²).
Расовий склад населення:
| - 88,1 % — білих - 7,5 % — чорних або афроамериканців - 0,9 % — азіатів - 0,2 % — корінних американців |

До двох чи більше рас належало 2,6 %. Частка іспаномовних становила 2,4 % від усіх жителів.
За віковим діапазоном населення розподілялося таким чином: 21,0 % — особи молодші 18 років, 63,3 % — особи у віці 18—64 років, 15,7 % — особи у віці 65 років та старші. Медіана віку мешканця становила 42,5 року. На 100 осіб жіночої статі у переписній місцевості припадало 96,7 чоловіків;  на 100 жінок у віці від 18 років та старших — 94,4 чоловіків також старших 18 років.
Середній дохід на одне домашнє господарство  становив 64 635 доларів США (медіана — 49 860), а середній дохід на одну сім'ю — 75 817 доларів (медіана — 61 074). Медіана доходів становила 49 938 доларів для чоловіків та 37 130 доларів для жінок. За межею бідності перебувало 11,6 % осіб, у тому числі 16,1 % дітей у віці до 18 років та 3,4 % осіб у віці 65 років та старших.
Цивільне працевлаштоване населення становило 4109 осіб. Основні галузі зайнятості: роздрібна торгівля — 16,5 %, освіта, охорона здоров'я та соціальна допомога — 16,2 %, мистецтво, розваги та відпочинок — 12,2 %, виробництво — 11,0 %.